# August Baumeister
Pour les articles homonymes, voir Baumeister.
Karl August Baumeister né le 24 avril 1830 à Hambourg et mort le 22 mai 1922 à Munich est un pédagogue et philologue classique allemand.

## Biographie
De 1848 à 1852, il étudie la philologie aux universités de Göttingen et Erlangen. Ensuite, de 1853 à 1855, il fait des voyages d'études en Grèce, Asie Mineure, Italie et France. De retour en Allemagne en 1855, il enseigne à l'institut Blochmann (le Vitzthum Gymnasium) à Dresde, puis en 1856 au Lycée français de Berlin. Il enseigne par la suite dans les villes de d'Elberfeld, Lübeck, Gera et Halberstadt

## Œuvres
- (la) Prolegomena critica ad Batrachomyomachiam, Göttingen 1852 (dissertation)
- (la) Hymni Homerici, 1860[2]
- (de) Topographische Skizze der Insel Euboia, 1864 (esquisses topographiques d'Eubée)[3]
- (de) Culturbilder aus Griechenlands Religion und Kunst : populäre Vorträge, 1865 (des conférences de vulgarisation sur la religion et l'art grecs)
- (la) Spicilegi critici in scriptores Graecos et Latinos particula, 1869[4].
- (de) Denkmäler des klassischen Altertums zur Erläuterung des Lebens der Griechen und Römer in Religion, Kunst und Sitte, 1885-1888. (3 volumes, surtout en tant qu'auteur ; étude de monuments de l'Antiquité classique pour décrire la vie des Grecs et des Romains selon la religion, l'art et les coutumes)
- (de) Bilder aus dem griechischen und römischen Altertum für Schüler, 1889 (manuel scolaire comportant des dessins de l'Antiquité grecque et romaine)[5]
- (de) Handbuch der Erziehungs- und Unterrichtslehre für höhere Schulen, 1895–98 (4 volumes ; manuel d'éducation et d'enseignement servant à l'apprentissage dans les écoles secondaires)